# Angelo Volpi
Angelo Volpi detto Bellino (Lucignano d'Arbia, 10 febbraio 1876 – Monteroni d'Arbia, 13 ottobre 1931) è stato un fantino italiano.
Bracciante di professione, Bellino ha disputato il Palio di Siena in tredici occasioni, riuscendo a vincere quattro volte. Protagonista di una carriera breve in Piazza del Campo, fu tuttavia capace di quattro trionfi nel giro di soli due anni. Riuscì infatti a vincere il Palio dell'Assunta del 16 agosto 1898 e del 1899, e successivamente centrò il personale "cappotto" nel 1900.

## Presenze al Palio di Siena
Le vittorie sono evidenziate ed indicate in neretto.
| Palio             | Contrada   | Cavallo                | Note   |
| ----------------- | ---------- | ---------------------- | ------ |
| 2 luglio 1896     | Lupa       | Grigio di N. Pucci     |        |
| 16 agosto 1896    | Chiocciola | Grigio di G. Barlucchi |        |
| 25 agosto 1896    | Istrice    | Baio di L. Franci      |        |
| 23 settembre 1896 | Selva      | Morello di A. Gracci   |        |
| 3 luglio 1898     | Selva      | Grigio di B. Falciai   |        |
| 16 agosto 1898    | Tartuca    | Gamba di ferro         |        |
| 2 luglio 1899     | Drago      | Baio di D. Vinci       | scosso |
| 16 agosto 1899    | Lupa       | Baio di E. Fabbri      |        |
| 2 luglio 1900     | Drago      | Sultana                |        |
| 9 settembre 1900  | Nicchio    | Baio di A. Fanetti     |        |
| 16 agosto 1901    | Oca        | Roano di E. Tanzini    | scosso |
| 2 luglio 1905     | Chiocciola | Stornino               |        |
| 16 agosto 1906    | Tartuca    | Baio di V. Bonelli     |        |